# بارثولوموس رودنبرغ
بارثولوموس رودنبرغ (بالهولندية: Bartholomeus Roodenburch)‏ (29 يونيو 1866 – 16 يوليو 1939) هو سبّاح هولندي راحل، مثّل بلاده في الألعاب الأولمبية الصيفية 1908.

## روابط خارجية
بارثولوموس رودنبرغ على موقع أوليمبيديا (الإنجليزية)